# USS Nevada (SSBN-733)
El USS Nevada (SSBN-733) es un submarino de misiles balísticos clase Ohio  de la Armada de los Estados Unidos, el cuarto navío de la Armada nombrado en honor al estado de Nevada.

## Construcción
El contrato para la construcción del Nevada fue concedido a Electric Boat, división de General Dynamics en Groton, Connecticut, el 7 de enero de 1981. La quilla fue puesta en grada el 8 de agosto de 1983 y se botó el 14 de septiembre de 1985 amadrinado por la señora Carol Laxalt, esposa de Paul Laxalt senador por el estado de Nevada, y asignado el 16 de agosto de 1986, con el capitán F.W. Rohm al mando de la tripulación azul y el capitán William Stone al mando de tripulación dorada.

## Historia de servicio

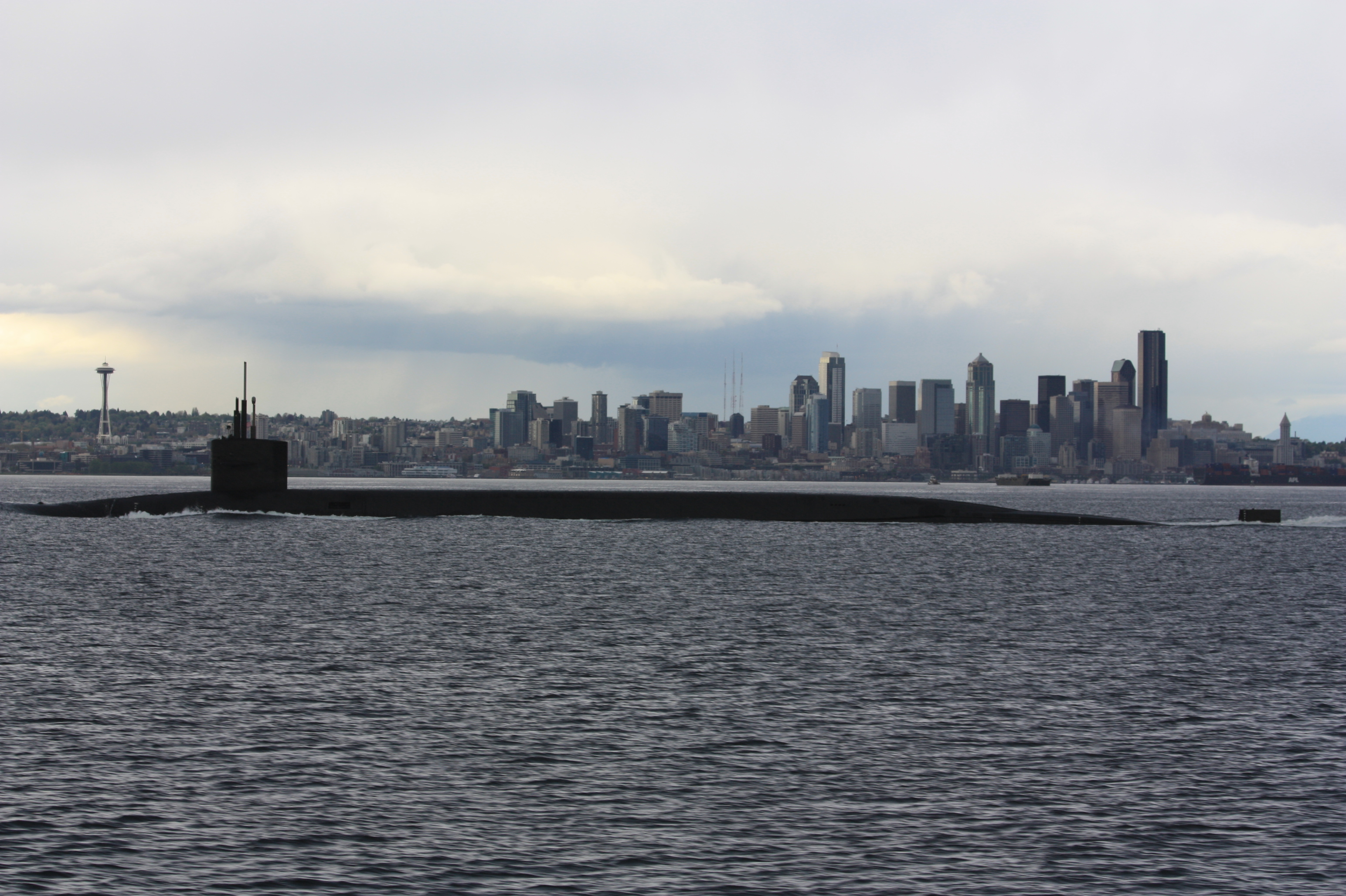
USS Nevada SSBN 733 frente a Seattle.

Durante la noche del 1 al 2 de agosto de 2006 el Nevada estaba operando a profundidad de periscopio en el estrecho de Juan de Fuca cuando se enganchó y rompió el cable de remolque de 150 metros entre el remolcador Phyllis Dunlap y una de las dos barcazas que transportaba contenedores vacíos desde Honolulu, Hawái, a Seattle, Washington. Partes de fibra de vidrio de la vela del Nevada se dañaron, y un segundo remolcador tuvo que recuperar la barcaza a la deriva.
En los años 2006 y 2007, la tripulación del Nevada ganó el premio de eficiencia en batalla (Battle E). Este premio se otorga al mejor submarino en su respectivo escuadrón y se determina en función del rendimiento en las inspecciones para disposiciones tácticas y seguridad en el reactor nuclear, entre otros factores.

En febrero de 2008, el Nevada entró a las instalaciones de mantenimiento intermedio del Astillero Naval de Puget Sound en Bremerton, para el programa regular de ingeniería y reaprovisonamiento. El equipo 'verde' trabajó durante 30 meses en remodelar y repostar el buque hasta el 21 de julio de 2012 que regresó de nuevo a las tripulaciones 'dorada' y 'azul', en preparación para los diagnósticos y pruebas de mar.